# داني مورغان
داني مورغان (بالإنجليزية: Danny Morgan)‏ (4 نوفمبر 1984 بلندن في المملكة المتحدة - ) هو لاعب كرة قدم بريطاني في مركز الهجوم. لعب مع أكسفورد يونايتد ونادي ويمبلدون وBrackley Town F.C. ‏ وBasingstoke Town F.C. ‏ وسانت ألبانز سيتي وبيشوب ستورتفورد وبيليريكاي تاون وتشيشام يونايتد ‏ وغرايز أتلاتيك ‏.

## وصلات خارجية
- داني مورغان على موقع قاعدة بيانات كرة القدم.إي يو (الإنجليزية)
- داني مورغان على موقع Soccerbase.com (لاعب) (الإنجليزية)